# 太和邨

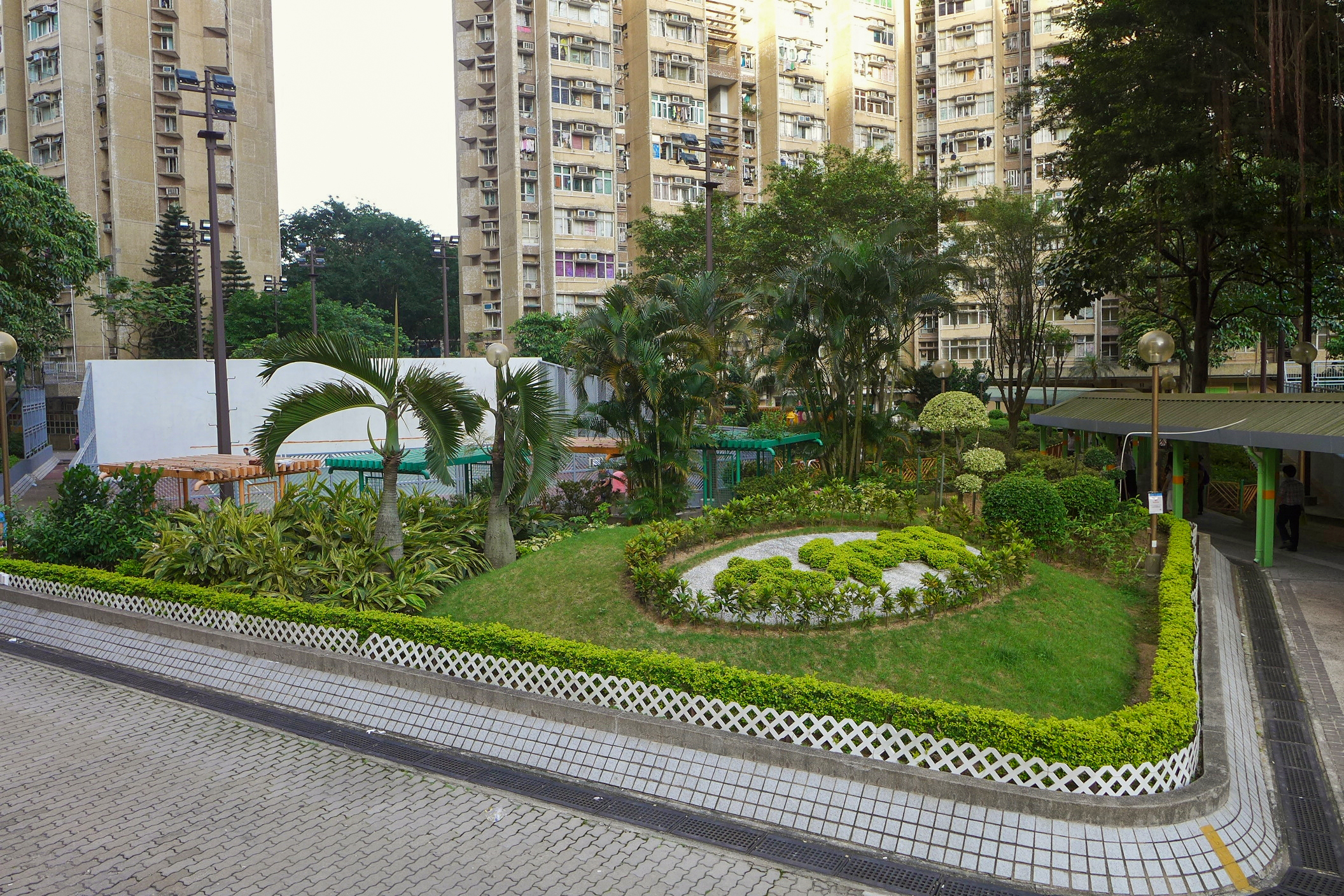
太和邨園境

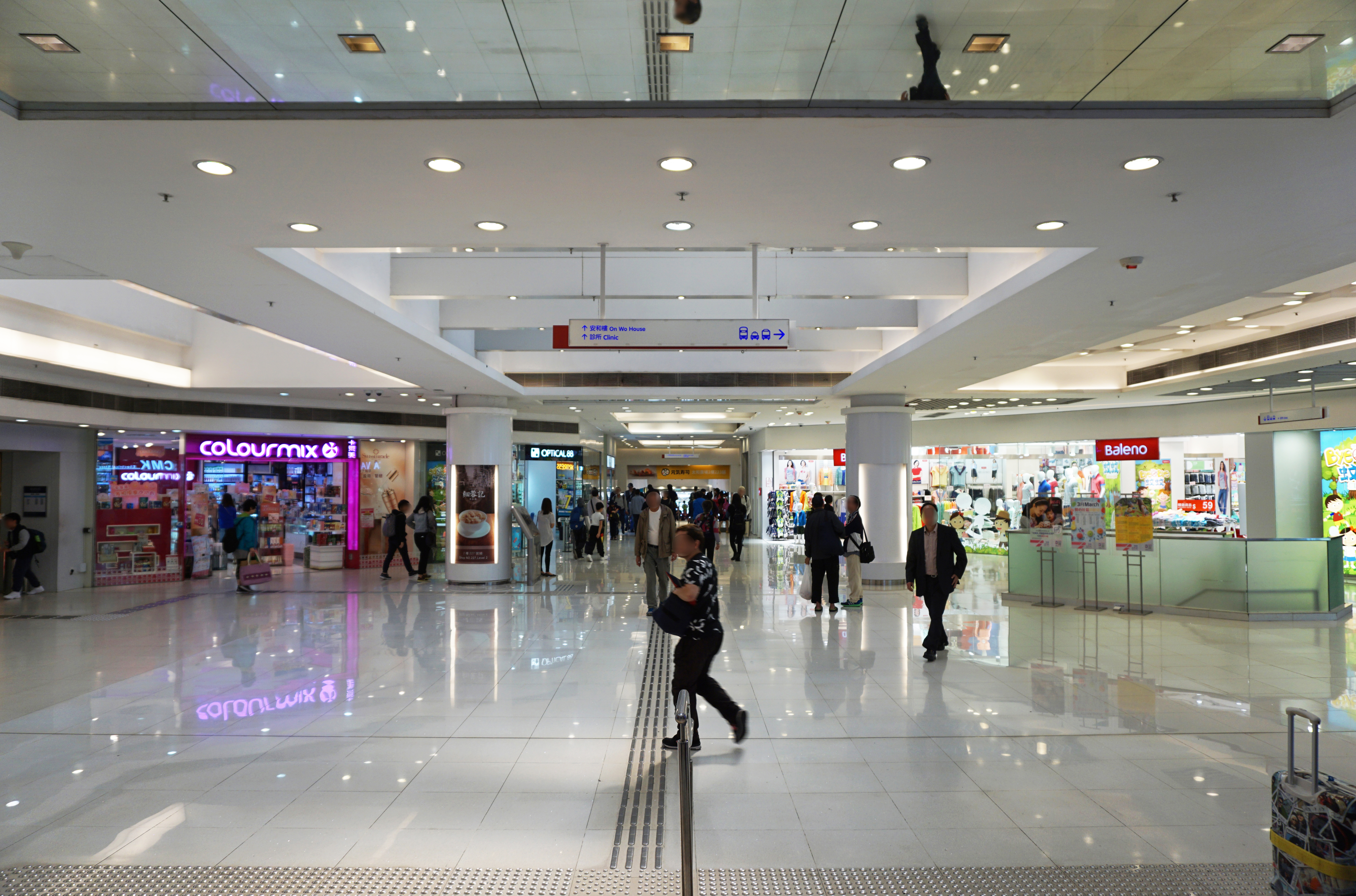
太和廣場2期

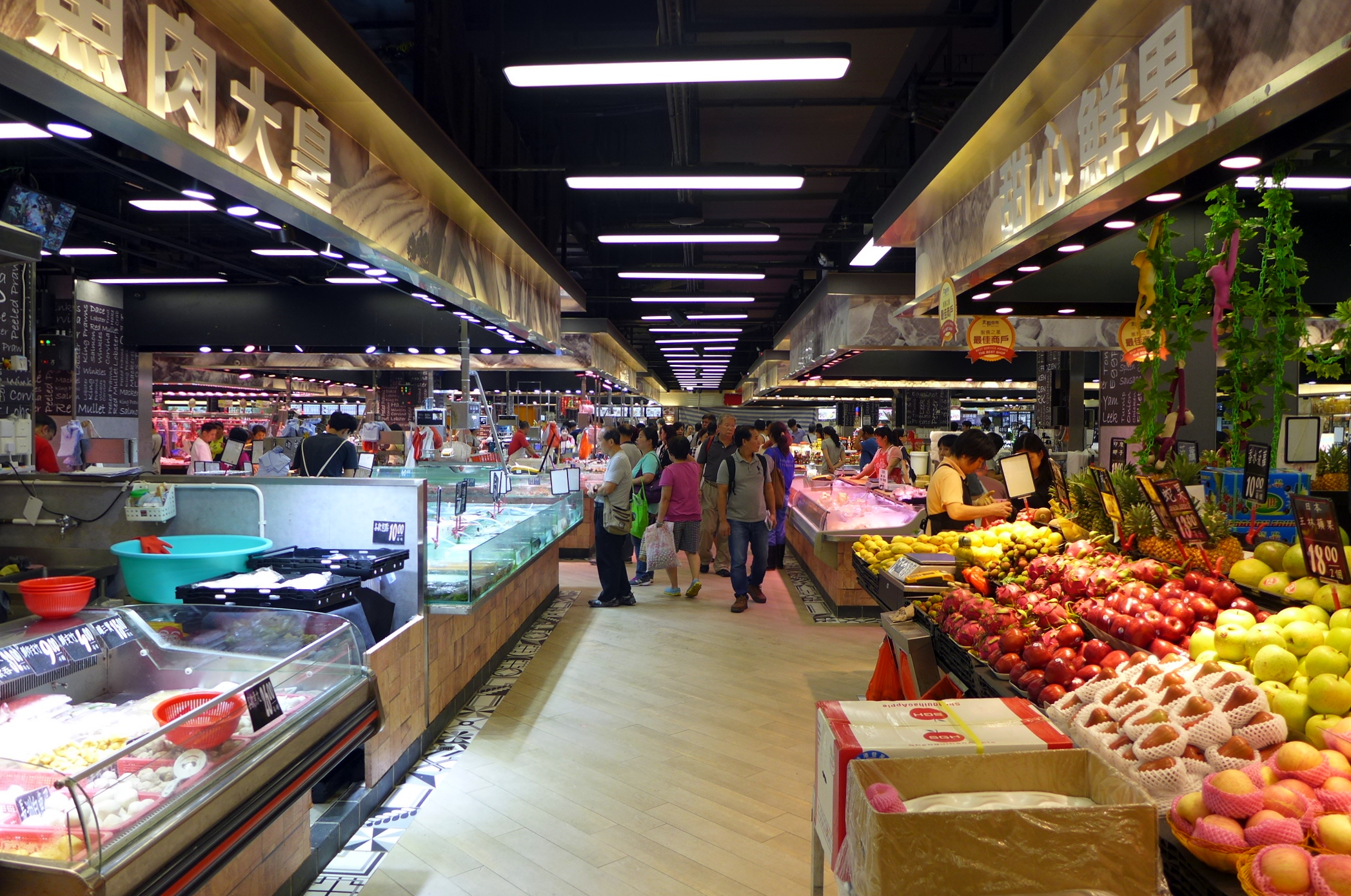
太和街市魚肉及水果檔

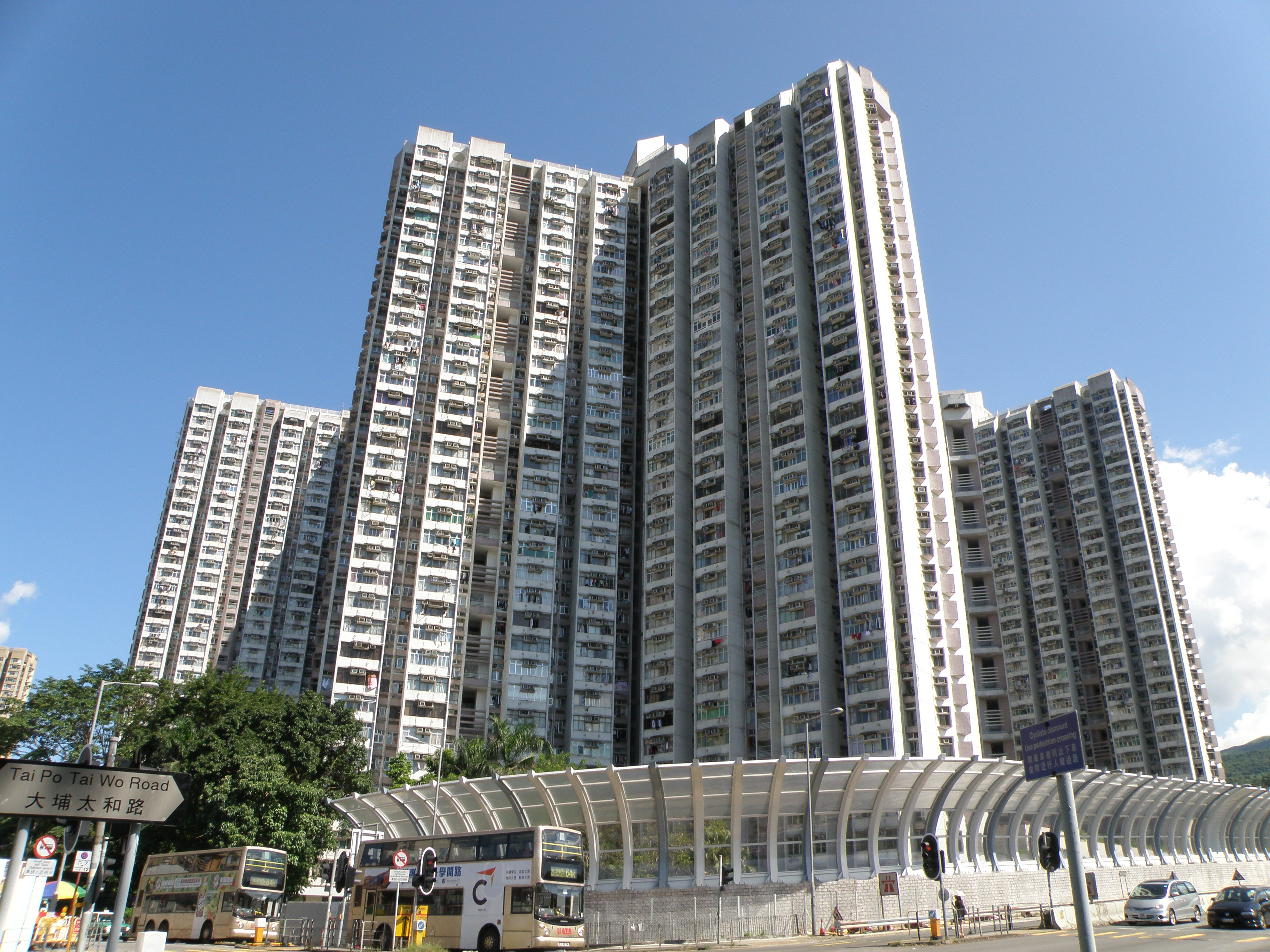
寶雅苑外觀

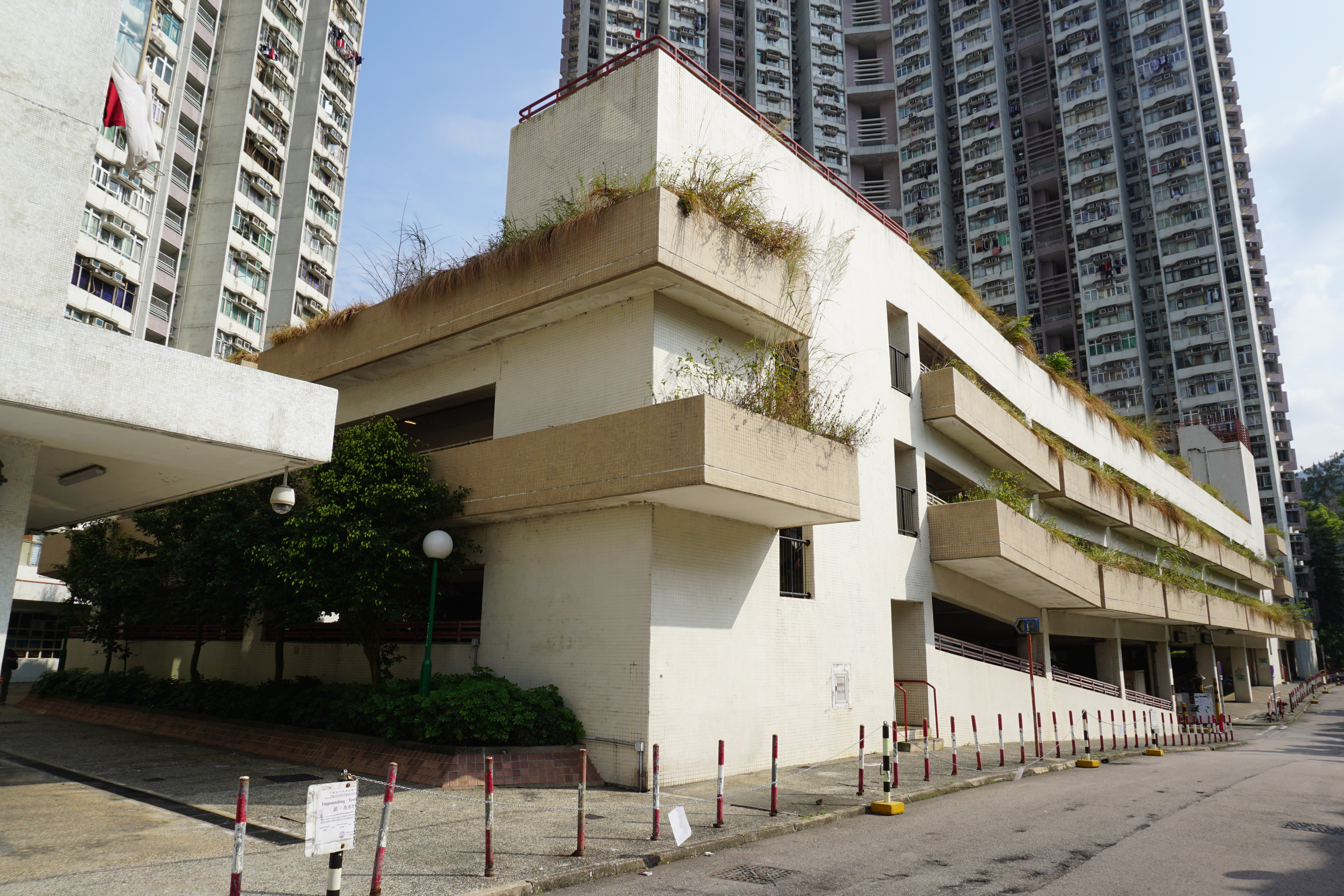
寶雅苑停車場

太和邨（英語：Tai Wo Estate）是香港的一個公共屋邨，位於香港新界大埔頭，是大埔新市鎮其中一個建於實地而非填海地的公共屋邨，亦是自牛頭角下邨8-12座、錦綉花園及康樂園後，香港第四個廣泛應用預製組件技術興建的住宅物業發展項目。此邨早於1981年已規劃，但直到1985年才正式動工，1989年4月起入伙，並於1990年5月17日由房委會主席鍾逸傑及兩局議員李鵬飛揭幕。其後於2000年在租者置其屋計劃（第三期）把單位出售給所屬租戶，現時有八成單位已出售，初推出時售價為港幣4萬至21萬元不等。現已成立業主立案法團。
太和邨全邨單位數目共6,913個，單位建築面積介乎14.6至63.7平方（157至686平方英尺），實用面積介乎11.2至49.3平方（121至531平方英尺）。
寶雅苑（英語：Po Nga Court）與太和邨同期興建，作為居屋發售。

## 歷史及屋邨簡介
太和邨原本有十二幢大廈，以「和」為排，擬定冠以「喜愛新居，翠麗雅緻，安福永亨」（原先最後四座為「萬家永亨」）為名，即依次為第一座喜和樓、愛和樓、新和樓、居和樓、翠和樓、麗和樓、雅和樓、緻和樓、安和樓、福和樓、永和樓及亨和樓，但後來屬於太和邨第二及三期的三幢大廈（雅和樓、緻和樓及永和樓）甄選為寶雅苑（英語：Po Nga Court），於居者有其屋計劃第十期甲及第十期丙出售。至於剩下的九幢樓宇，原訂於1988年落成，但最後延遲一年完工。1981年，根據本邨當時的規劃，是要興建四幢Y型大廈（Y1及Y2型大廈各兩幢）、四幢雙連座工字型大廈以及三幢舊長型大廈（23平方米後期設計），總數一共十一幢 。但需要配合九廣東鐵（即現今港鐵東鐵綫）的發展，導致拖延施工時間並需要重新規劃。及後，該等樓宇成為大埔及沙田兩個大型臨時房屋區的指定安置屋邨，亦與沙田顯徑邨一併接收受整體及擴展重建計劃影響、但無法在葵青區原區安置的石籬邨第5座居民。
值得注意的是，其實太和邨所在地原來並非名為「太和」，「太和」原來是指林村河南岸的「太和市」，亦即現今一般所稱的「大埔墟」，而太和邨一帶原來為林村河北岸、大埔舊墟以西的大埔頭。在政府於當地興建太和邨，以及九廣鐵路在該處加設以屋邨命名的太和站後，林村河北岸太和邨才誤傳稱成「太和」。
太和邨第1期仍然採用機械式／半機械式施工技術（即抬模或預製樓板+主力牆）興建，1986年開始動工的太和邨2、3期（包括寶雅苑所有樓宇），是全港首批採用預製組件興建的標準型甲類屋邨及居屋大廈。由於成效不俗，有助節省施工時間，並且可避免舊式技術導致樓宇容易滲水的弊端，因此房屋署決定1986年3月或以後新批出的住宅建築合約及新開發的物業發展計劃不再使用機械式建造法，而當年3月起動工的Y型大廈、和諧式大廈，以至近年的非標準設計大廈均採用預製組件施工法。

## 屋邨資料

### 樓宇

#### 太和邨
| 樓宇名稱（座號） | 樓宇類型            | 落成年份 | 樓宇層數 （住宅層數） | 每層伙數                           | 單位數目（伙） | 承建商   | 提供升降機的廠商 （更換前） | 提供升降機的廠商 （更換後） | 原訂名稱       | 期數 |
| ---------------- | ------------------- | -------- | --------------------- | ---------------------------------- | -------------- | -------- | --------------------------- | --------------------------- | -------------- | ---- |
| 喜和樓（第1座）  | Y3型 （早期型設計） | 1989年   | 35（2-35樓）          | 23（2樓） 29（3樓） 32（其餘樓層） | 1077           | 現代建設 | 奧的斯                      | 通力                        | （與現名相同） | 1    |
| 愛和樓（第2座）  | 單翼新長型          | 1989年   | 22（4-22樓）          | 21（4樓） 27（5樓） 28（其餘樓層） | 524            | 現代建設 | 奧的斯                      | 通力                        | （與現名相同） | 1    |
| 新和樓（第3座）  | Y3型 （早期型設計） | 1989年   | 35（2-35樓）          | 24                                 | 816            | 現代建設 | 奧的斯                      | 通力                        | （與現名相同） | 1    |
| 居和樓（第4座）  | Y3型 （早期型設計） | 1989年   | 35（2-35樓）          | 24                                 | 816            | 現代建設 | 奧的斯                      | 通力                        | （與現名相同） | 1    |
| 翠和樓（第5座）  | Y3型 （早期型設計） | 1989年   | 35（2-35樓）          | 28                                 | 952            | 現代建設 | 富士達                      | 通力                        | （與現名相同） | 2    |
| 麗和樓（第6座）  | Y3型 （早期型設計） | 1989年   | 35（2-35樓）          | 24                                 | 816            | 現代建設 | 富士達                      | 通力                        | （與現名相同） | 2    |
| 安和樓（第9座）  | 單翼新長型          | 1989年   | 22（4-22樓）          | 28                                 | 532            | 現代建設 | 富士達                      | 通力                        | 萬和樓         | 2    |
| 福和樓（第10座） | Y3型 （早期型設計） | 1989年   | 35（2-35樓）          | 24                                 | 816            | 鴻運建築 | 富士達                      | 通力                        | 家和樓         | 4    |
| 亨和樓（第12座） | 單翼新長型          | 1989年   | 22（2-22樓）          | 28                                 | 588            | 鴻運建築 | 富士達                      | 通力                        | （與現名相同） | 4    |

（註：因發展計劃內第二及三期部份樓宇（第7、8及11座）已經轉作居屋寶雅苑的關係，故此略去部份座號及期數（詳見下表）。上述座號是以房屋署Estate Property的記錄為依歸。）

#### 寶雅苑
| 樓宇名稱（座號）     | 樓宇類型            | 落成年份 | 層數 | 每層伙數 | 單位數目（伙） | 承建商   | 提供升降機的廠商 （更換前） | 提供升降機的廠商 （更換後） | 原屬樓宇     | 期數 |
| -------------------- | ------------------- | -------- | ---- | -------- | -------------- | -------- | --------------------------- | --------------------------- | ------------ | ---- |
| 逸和閣（A座/第7座）  | Y3型 （早期型設計） | 1989年   | 34   | 24       | 816            | 現代建設 | 富士達                      | 蒂森克虜伯                  | 太和邨雅和樓 | 2    |
| 興和閣（B座/第8座）  | Y3型 （早期型設計） | 1989年   | 34   | 24       | 816            | 瑞安建業 | 英國通用電氣-捷運           | 蒂森克虜伯                  | 太和邨緻和樓 | 3    |
| 家和閣（C座/第11座） | Y3型 （早期型設計） | 1989年   | 34   | 24       | 816            | 瑞安建業 | 英國通用電氣-捷運           | 蒂森克虜伯                  | 太和邨永和樓 | 3    |

### 設施
邨內設有太和廣場、街市及停車場，以及太和體育館。休憩設施包括兒童遊樂場、健體區、足球場、籃球場、排球場、網球練習場及卵石路步行徑。此外，邨內原設噴泉廣場，不過其後改建為露天劇場。

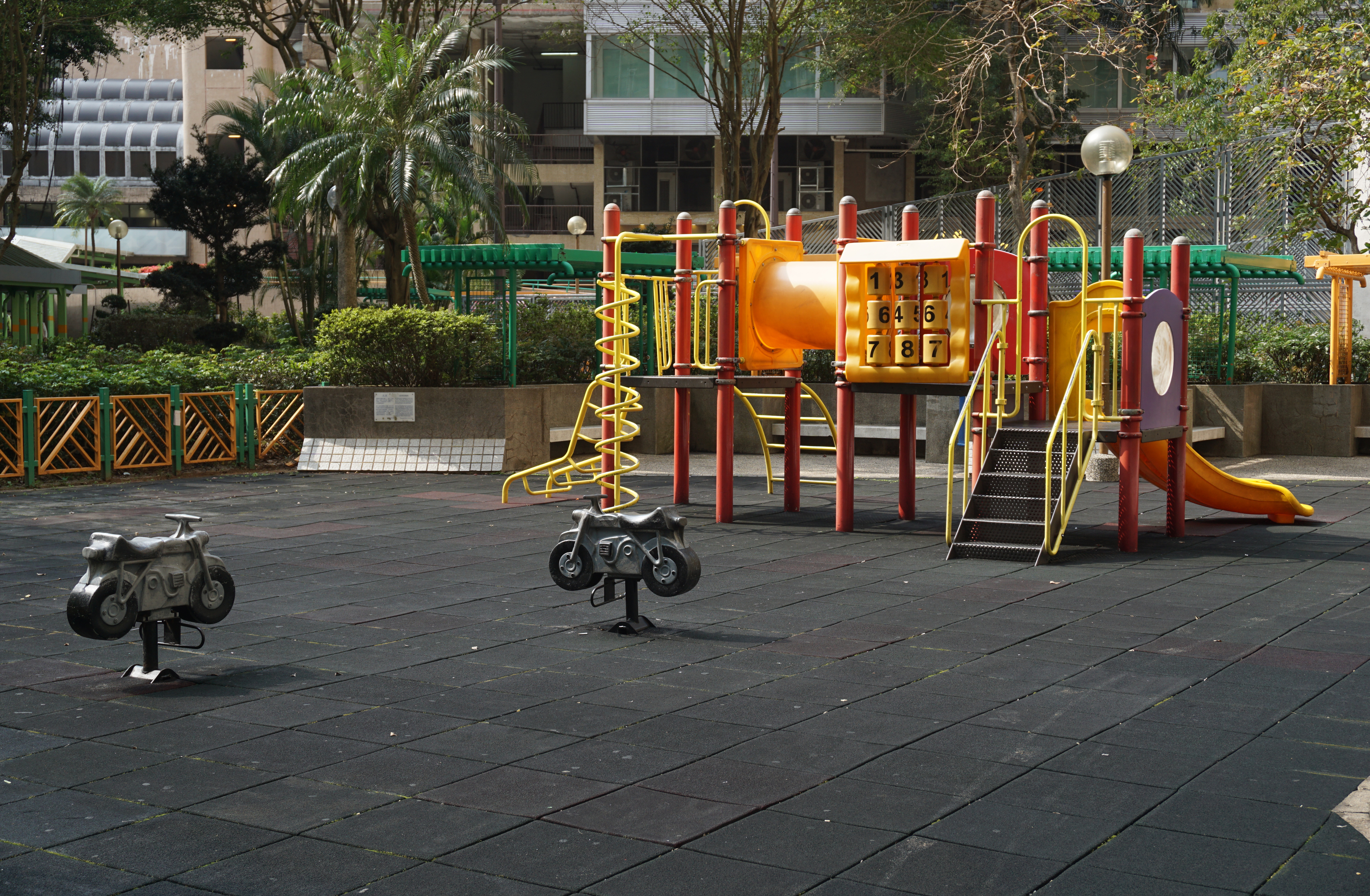
太和邨兒童遊樂場（2）
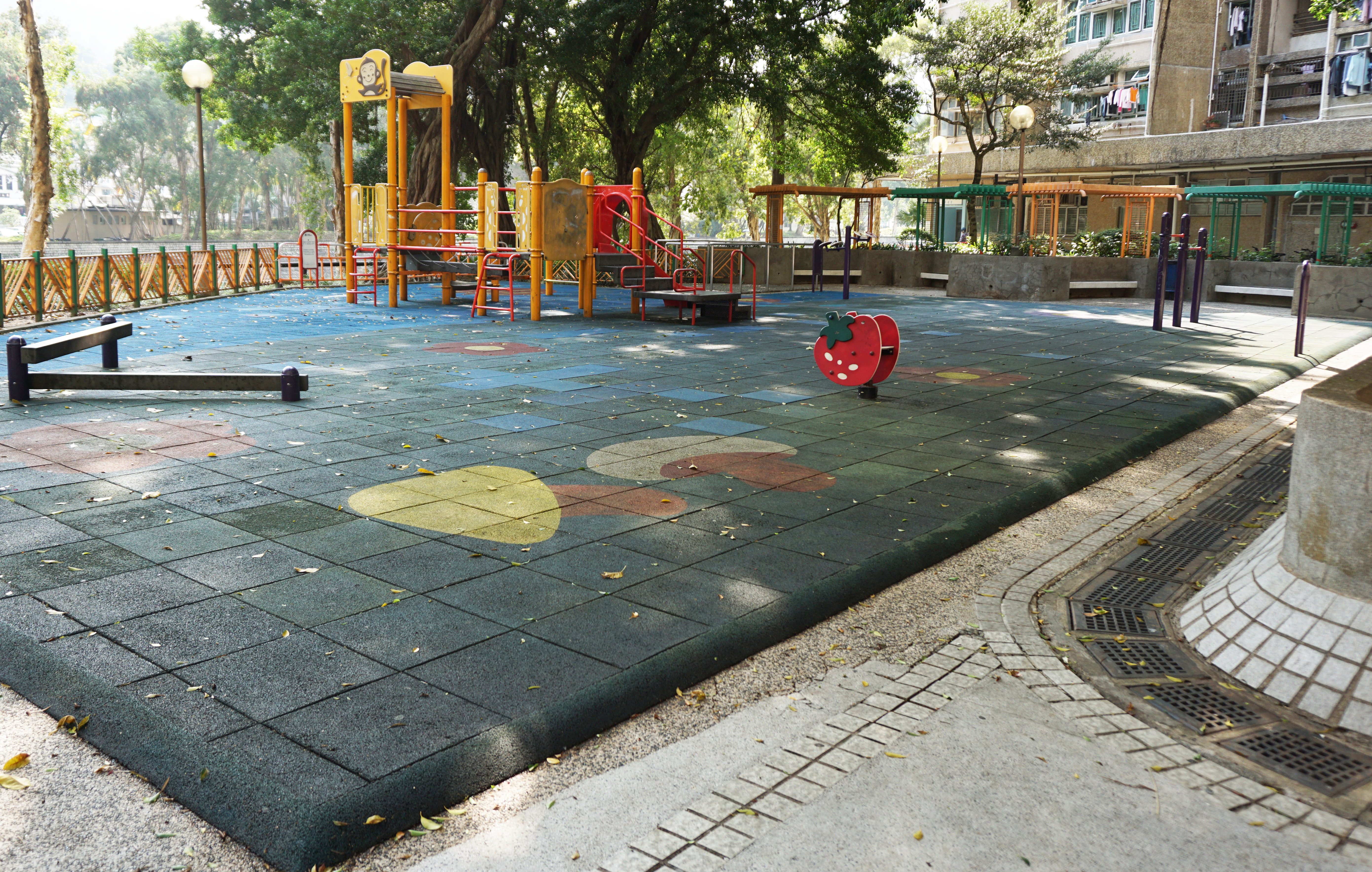
太和邨兒童遊樂場（3）及健體區
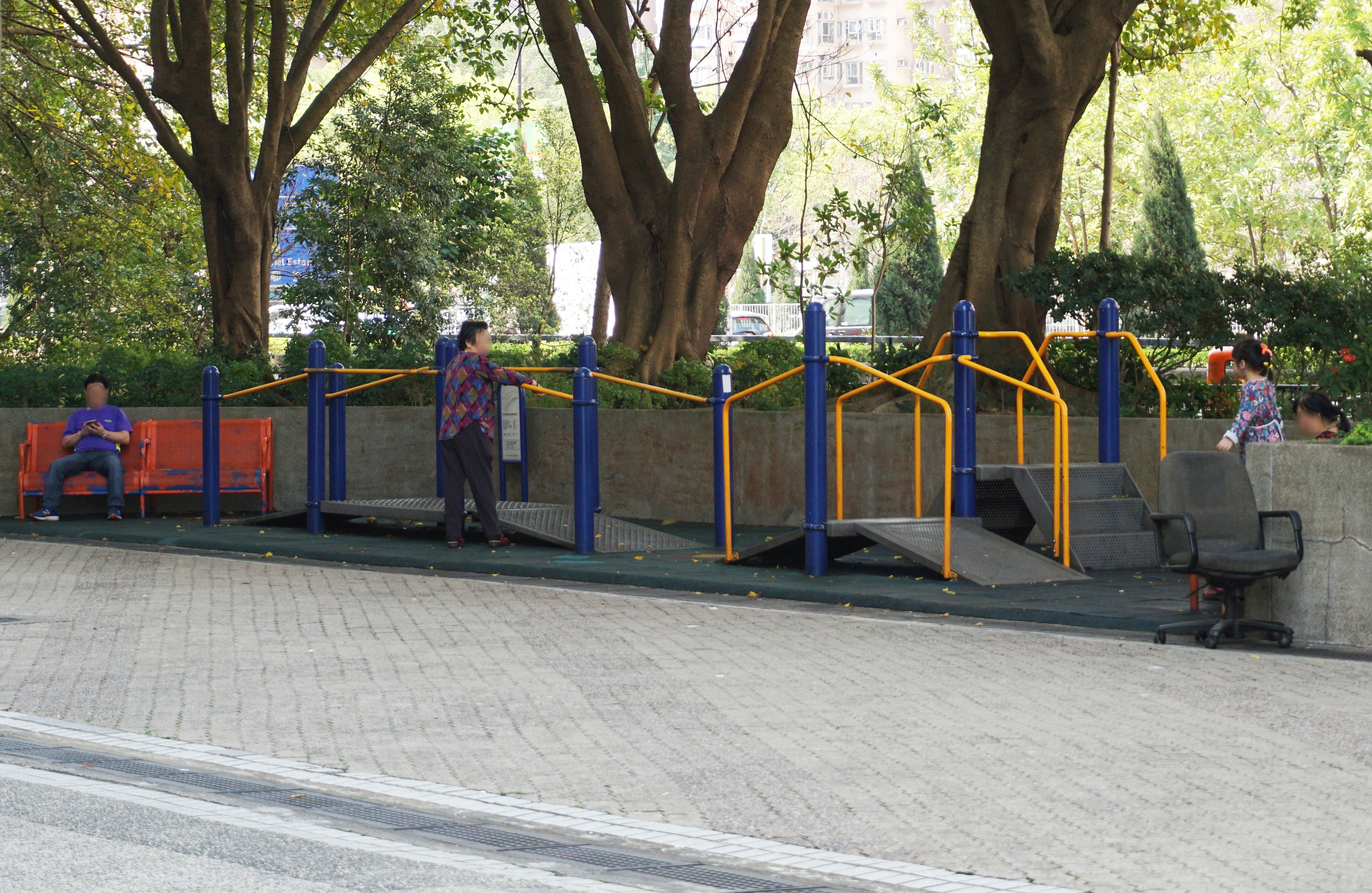
太和邨健體區（2）
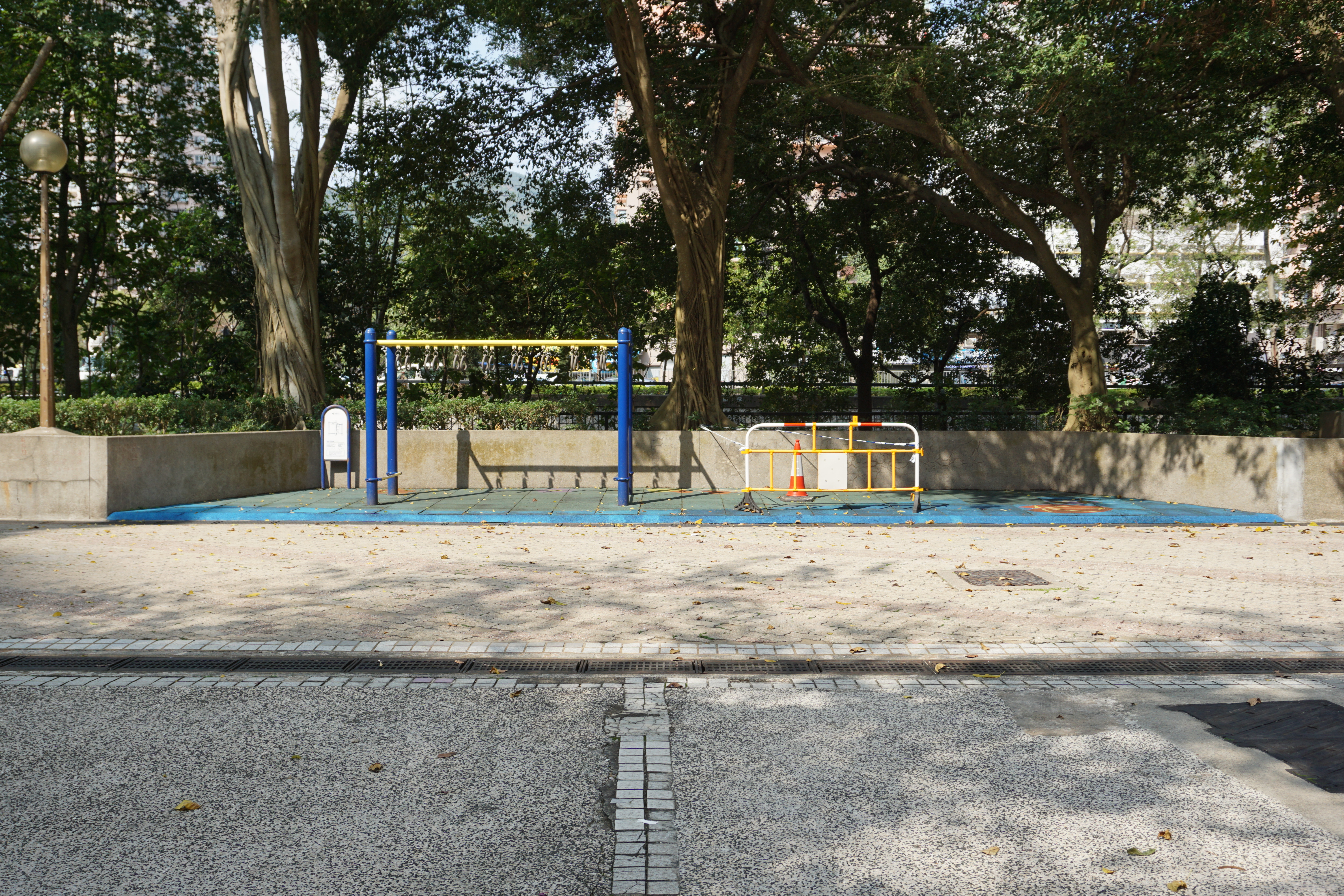
太和邨健體區（3）
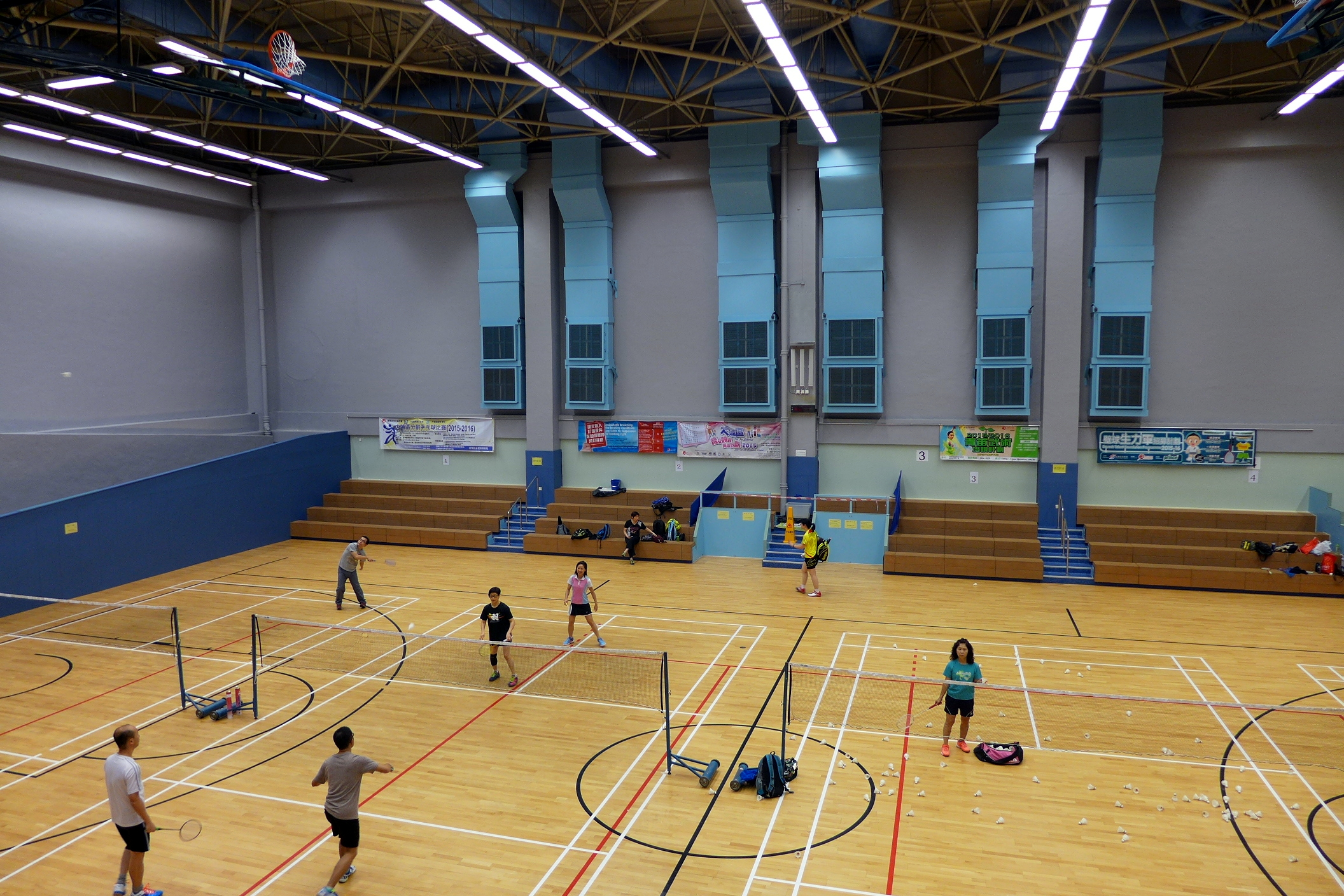
太和體育館
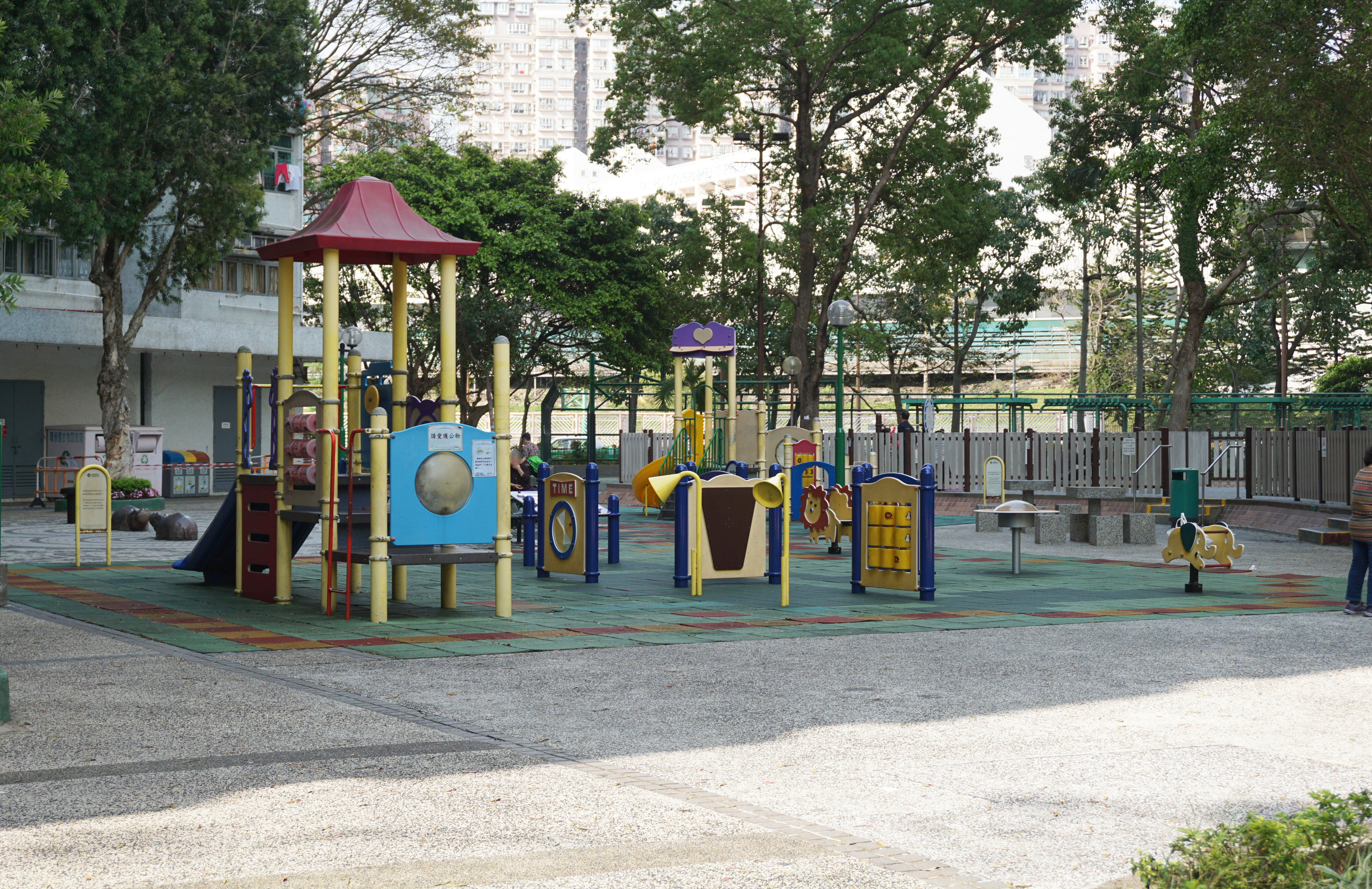
寶雅苑兒童遊樂場及健體區
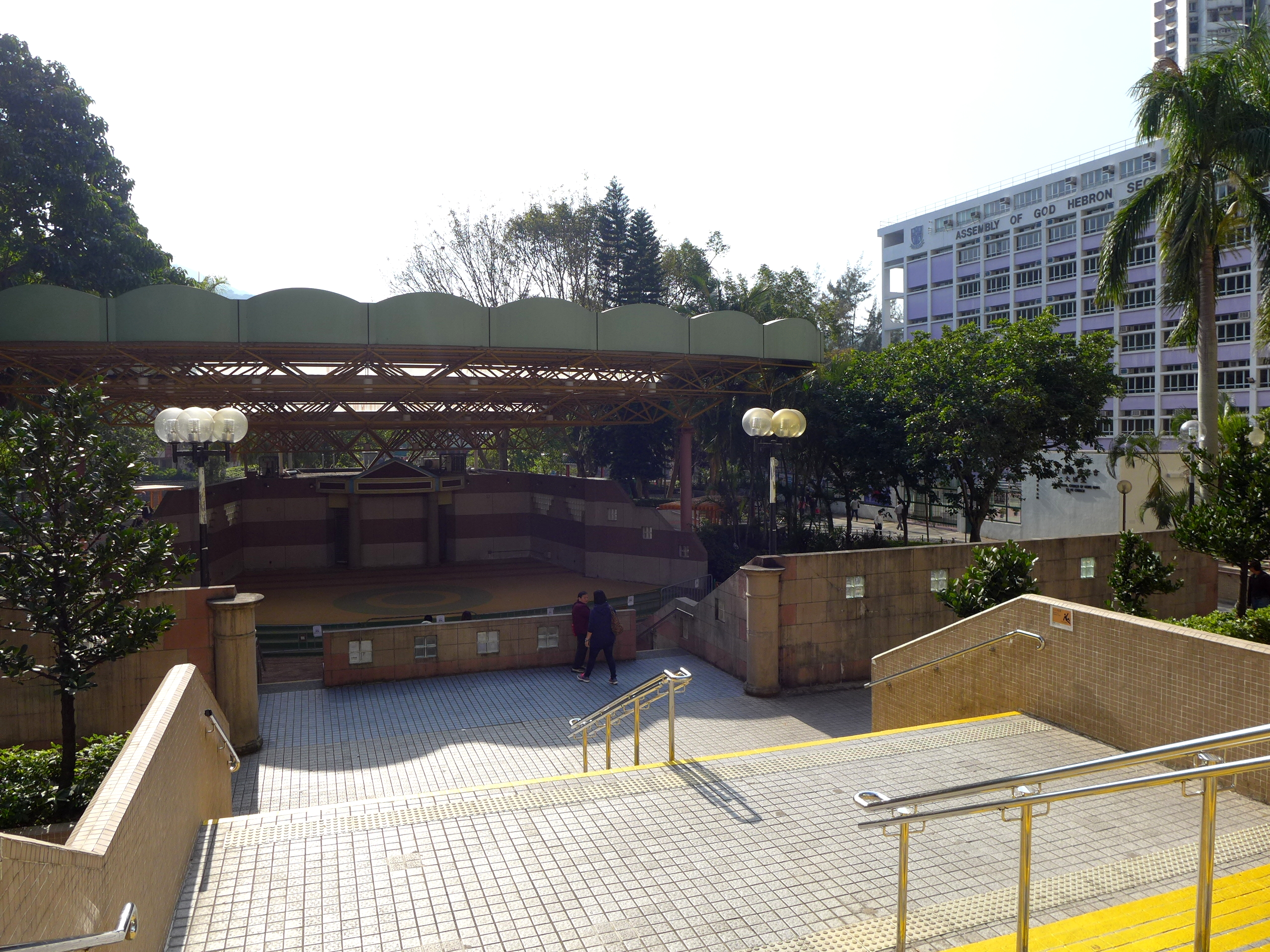
太和邨內的露天劇場，前身為噴泉廣場
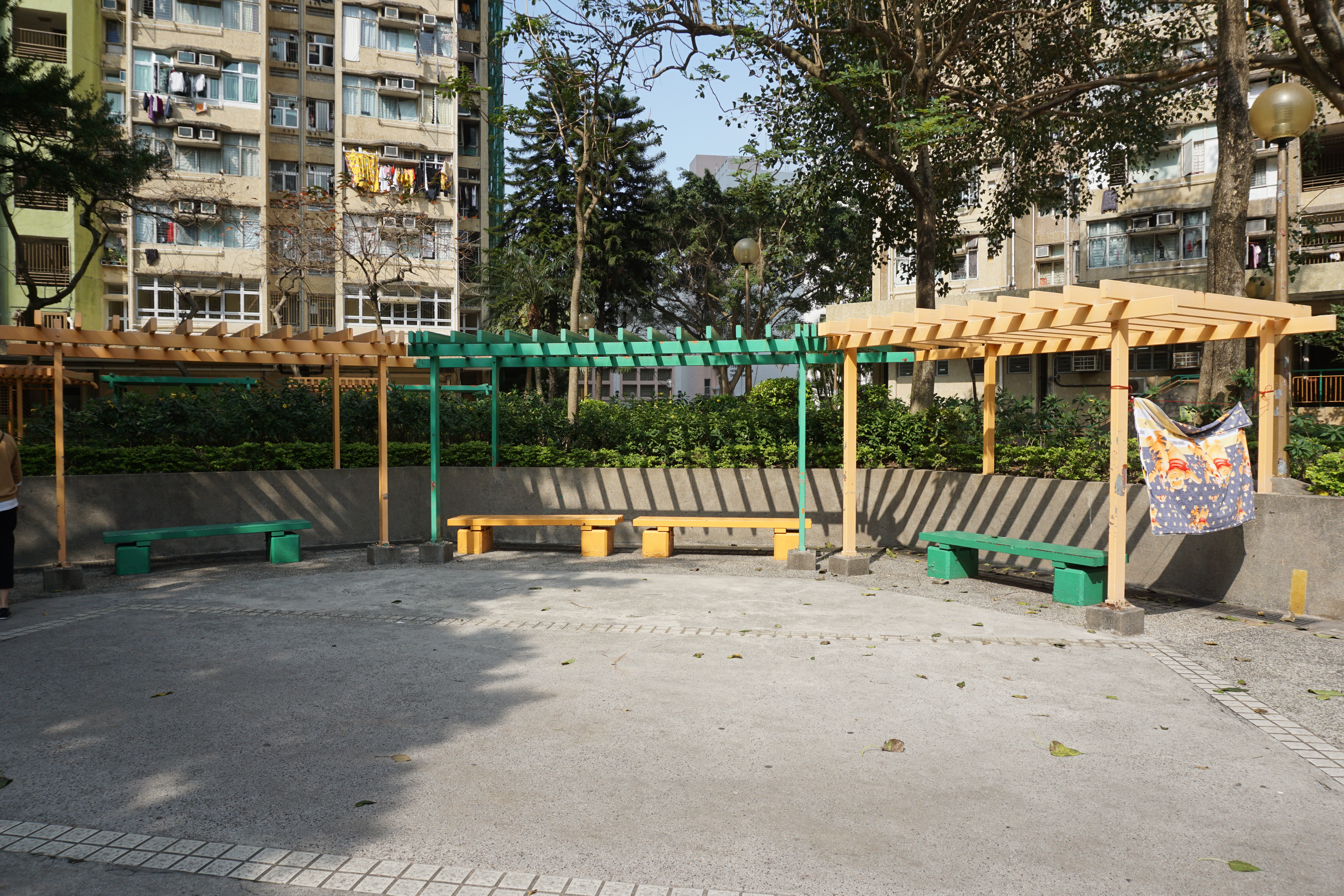
休憩區
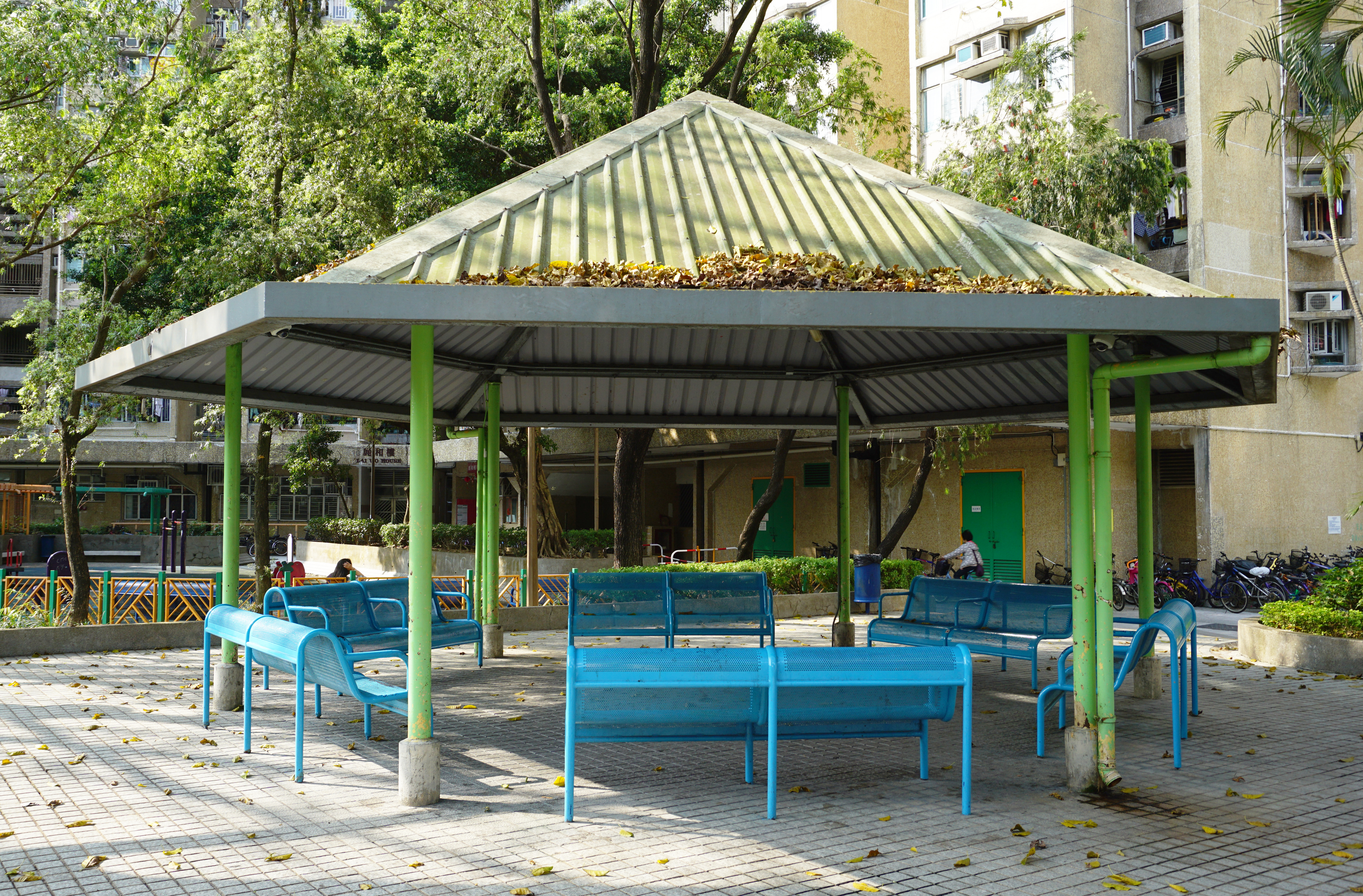
涼亭
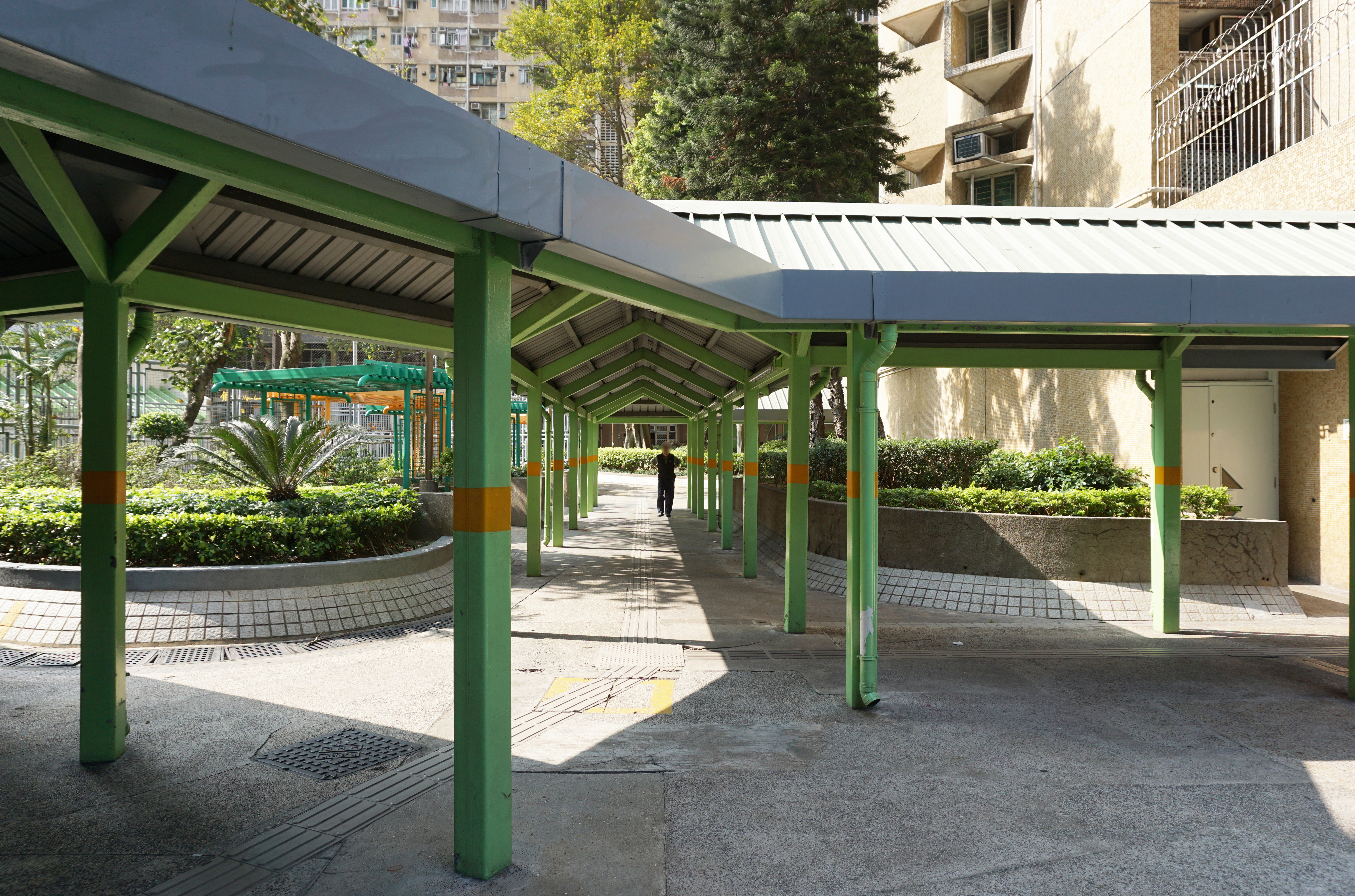
有蓋行人通道
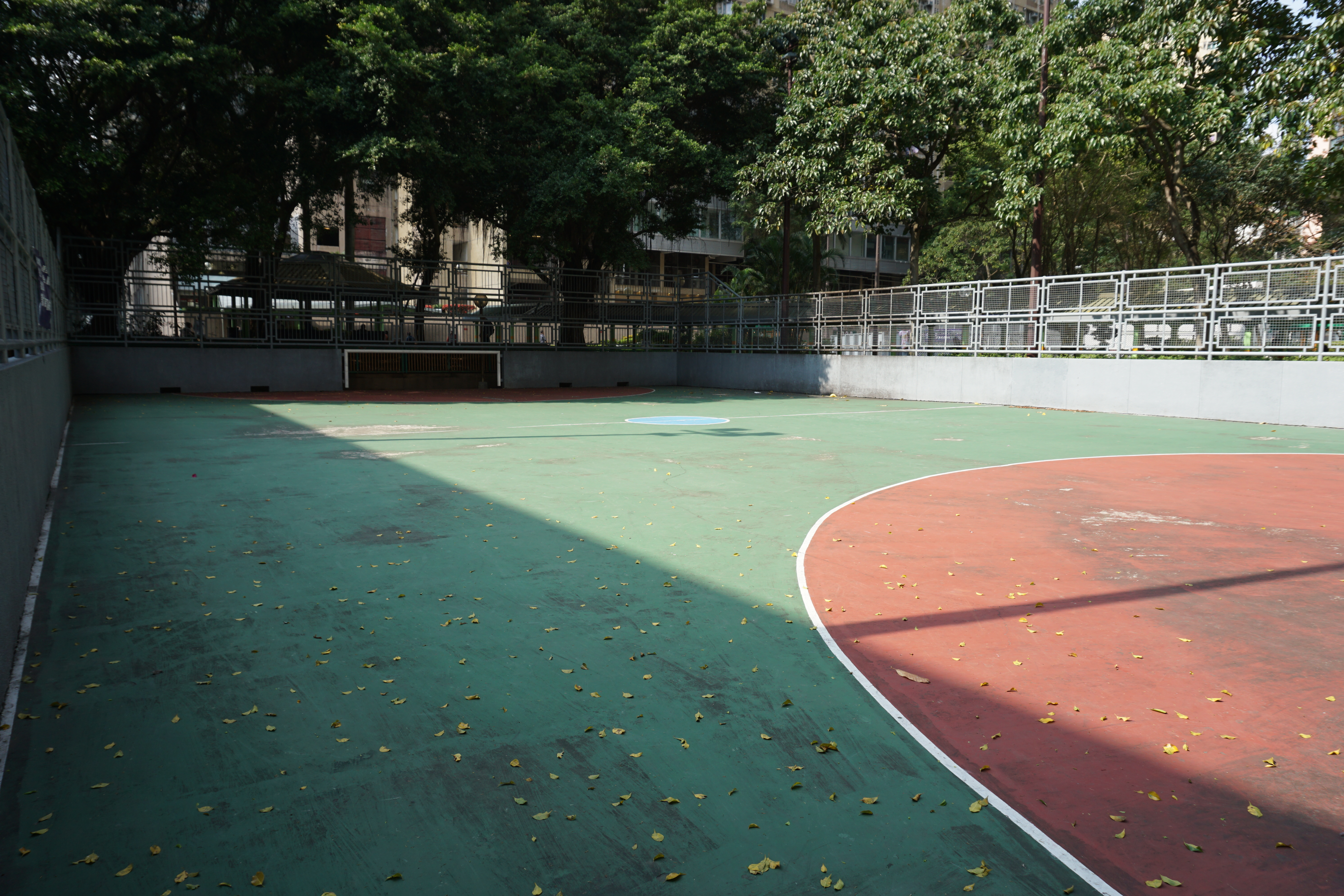
足球場
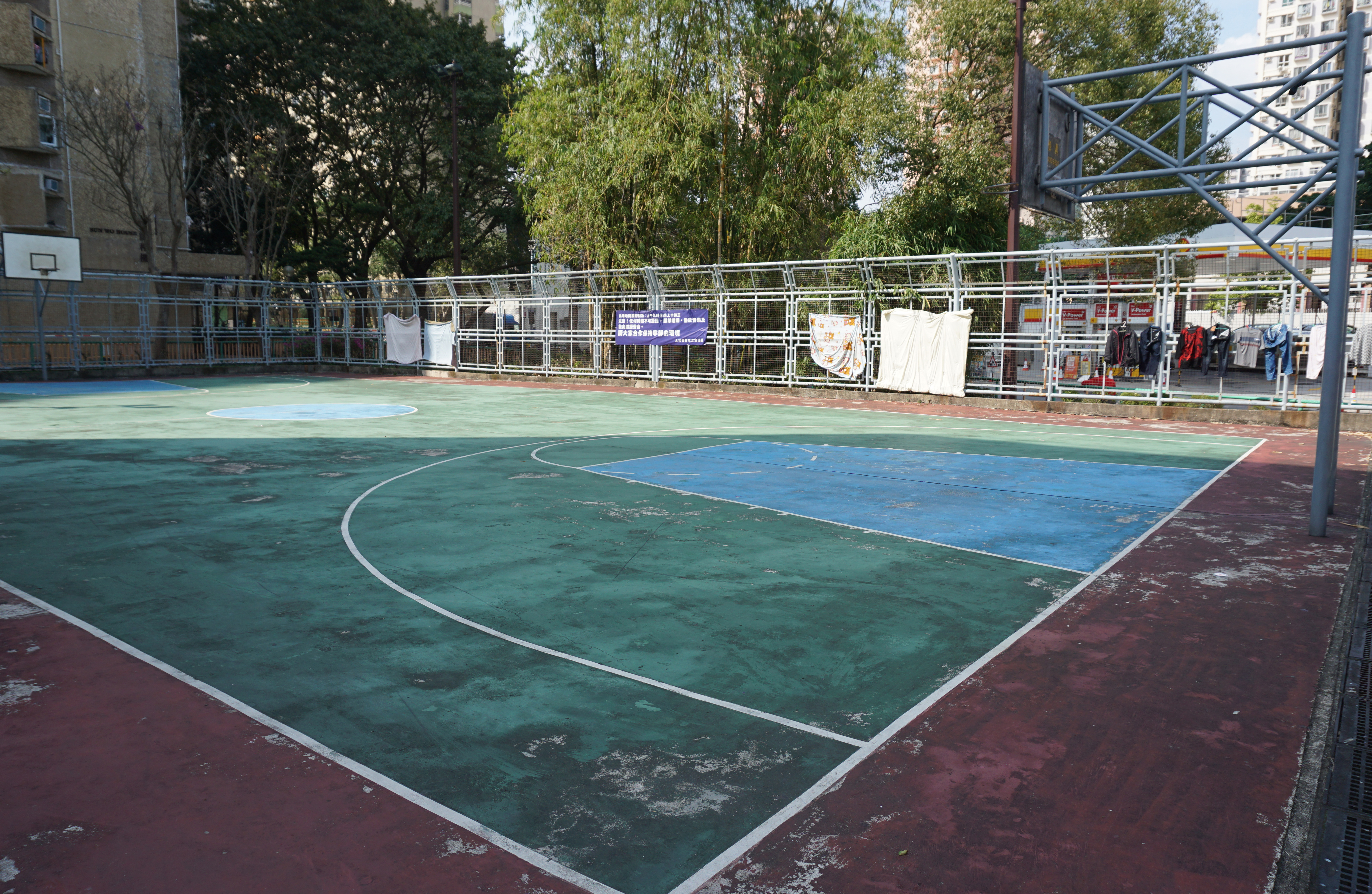
籃球場
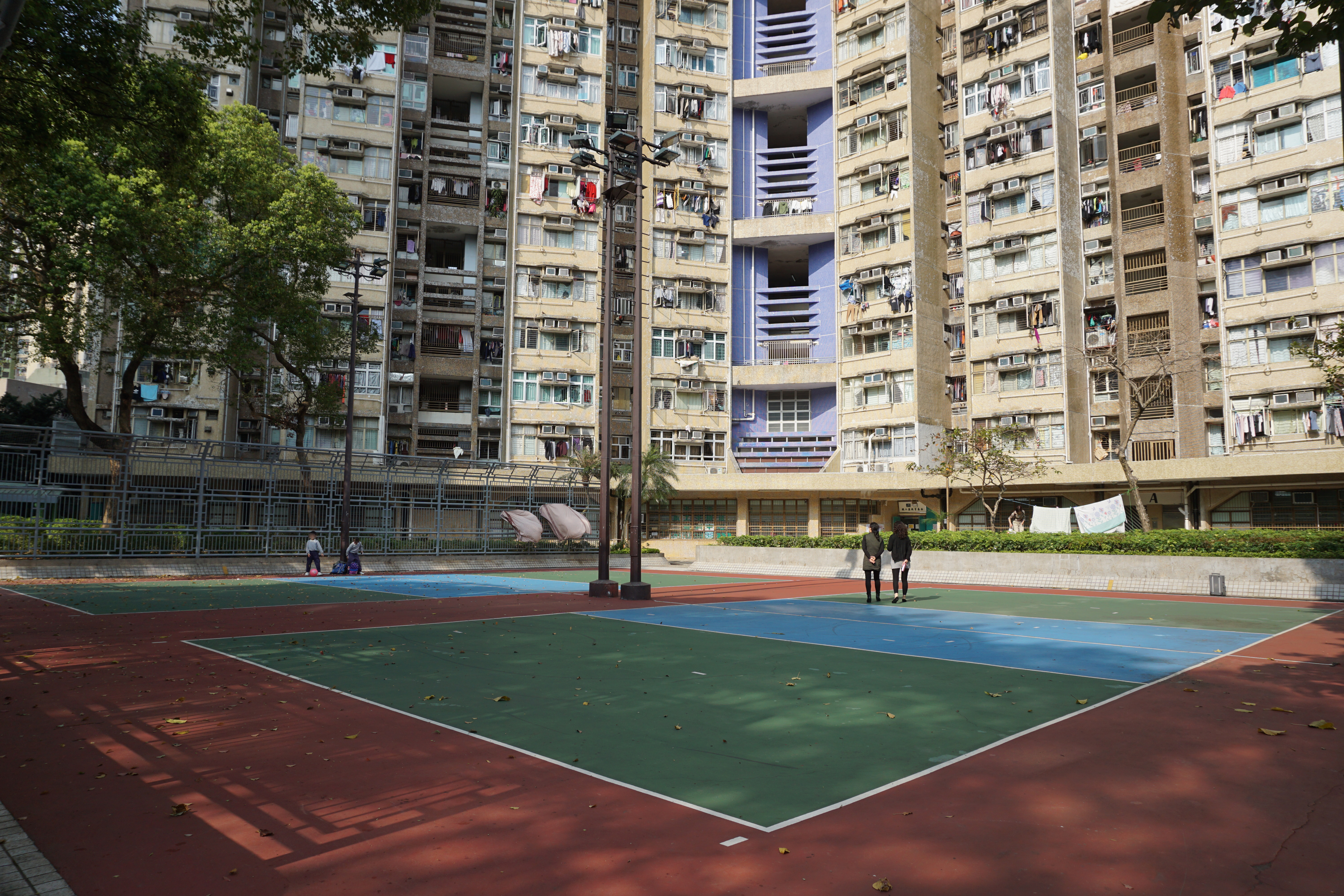
排球場
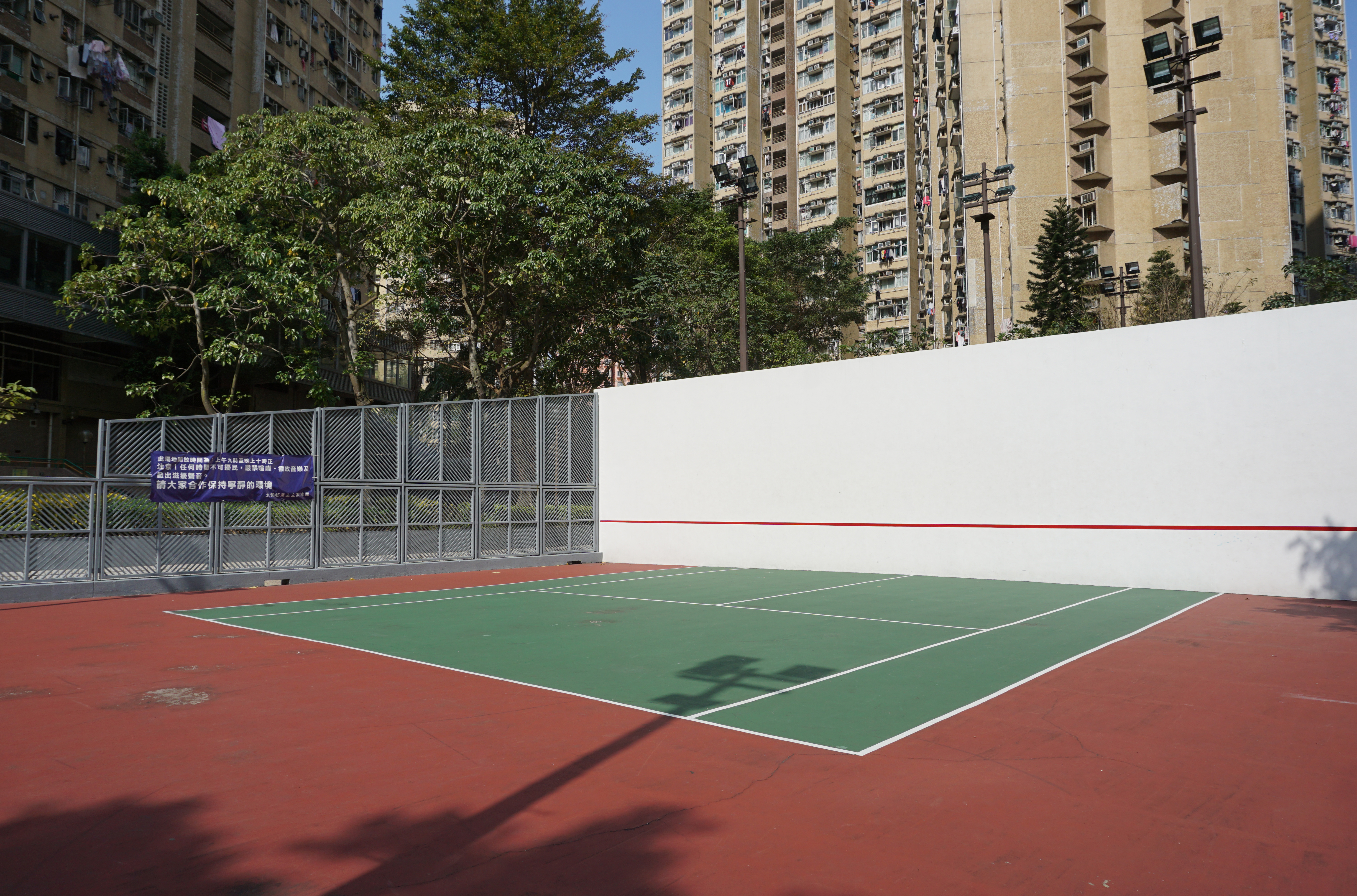
網球練習場
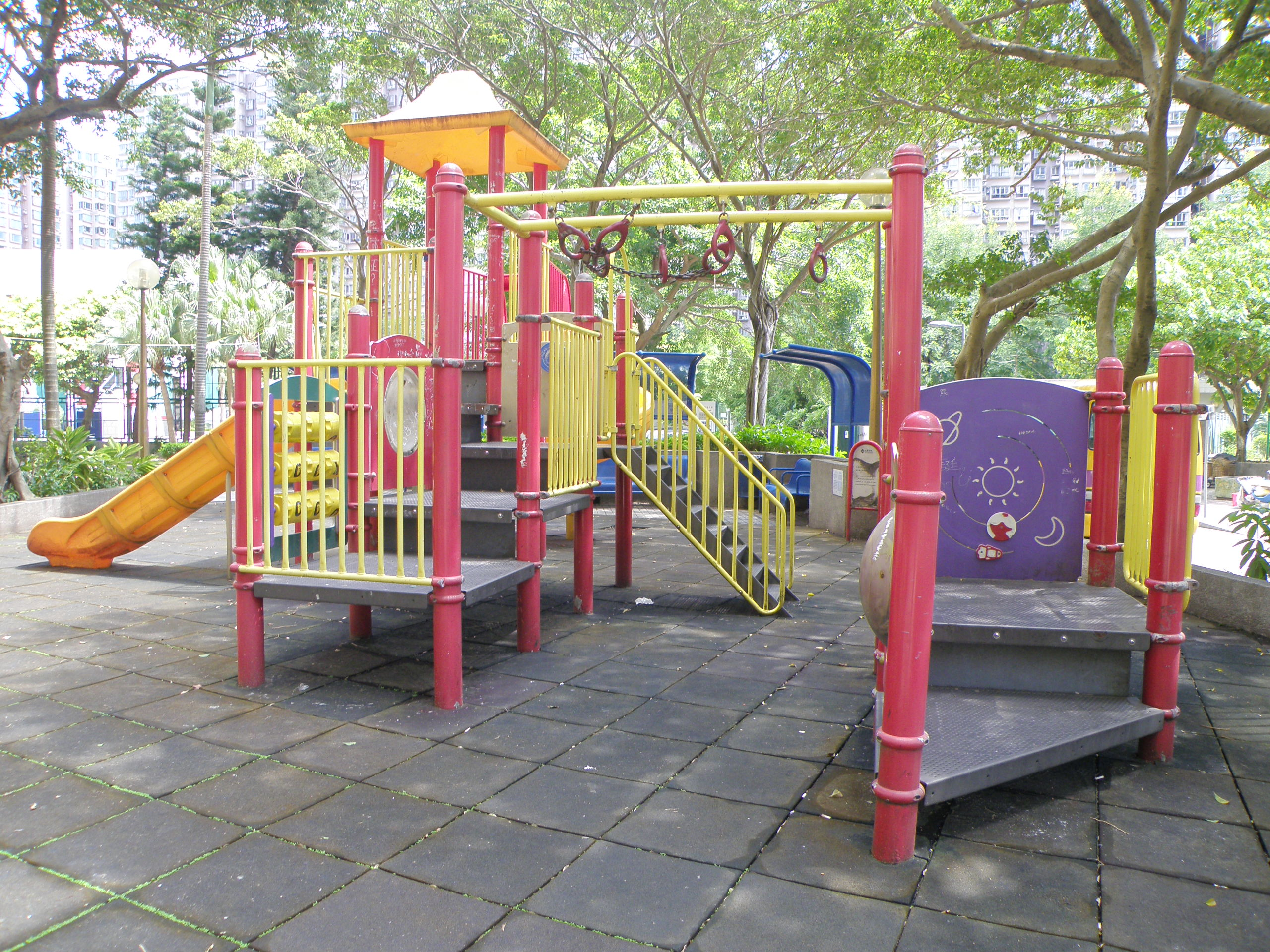
太和邨兒童遊樂場
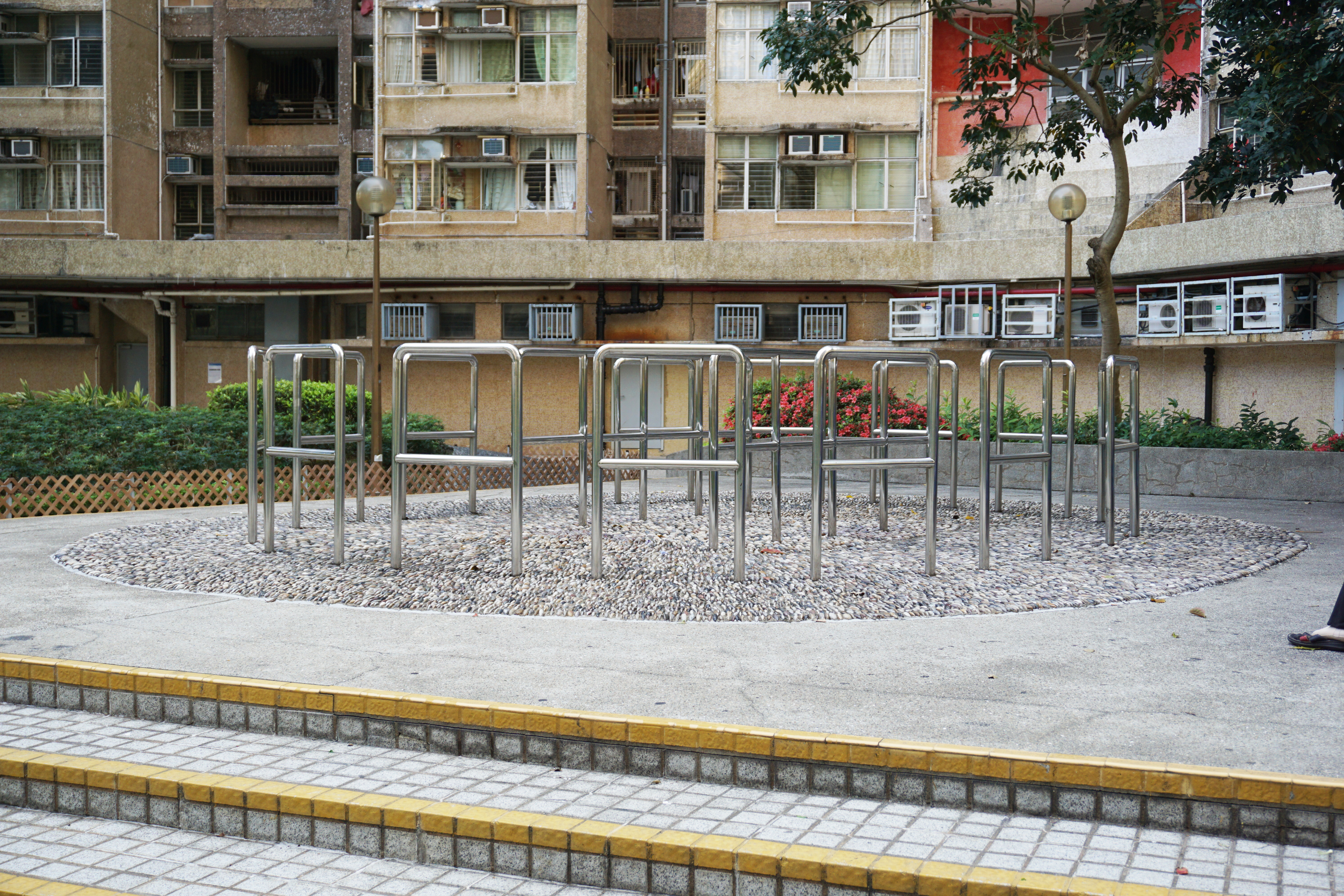
卵石路步行徑

## 教育及福利設施

### 中學
- 神召會康樂中學（1961年創辦；1987年遷入慈安邨59座臨時校舍，再於1991年遷至現址辦學）
- 迦密聖道中學（1998年創辦）

### 小學
- 大埔官立小學（1946年創辦）
- 林村公立黃福鑾紀念學校（1988年創辦）

### 幼稚園
- 基督教宣道會太和幼稚園（页面存档备份，存于）（1989年創辦）（位於太和邨新和樓地下）
- 天主教大埔幼稚園（页面存档备份，存于）（1989年創辦）（位於寶雅苑家和閣地下）
- 香港基督教播道會聯會中國基督教播道會寶雅幼兒學校（页面存档备份，存于）（1989年創辦）（位於寶雅苑興和閣地下117-124號）
- 竹園區神召會太和康樂幼兒學校（1991年創辦）（位於太和鄰里社區中心3樓）

已結束
- 大埔利百家中英文幼稚園（1989年創辦）（位於太和邨翠和樓地下）

### 綜合青少年服務中心
- 香港小童群益會賽馬會大埔青少年綜合服務中心（页面存档备份，存于）（位於太和鄰里社區中心1、2樓）

### 綜合青少年服務中心暨社區支援服務計劃
- 基督教香港信義會太和青少年綜合服務中心（页面存档备份，存于）（位於太和邨麗和樓地下）

### 長者鄰舍中心
- 香港聖公會太和長者鄰舍中心（页面存档备份，存于）（位於太和邨喜和樓地下124-130號）

## 外景場地
- 1988年區議會推廣歌曲《這區這裡》（片中同時出現太和邨樓宇佈局圖）
- 香港電台劇集《萬輻瑪利亞》

## 交通

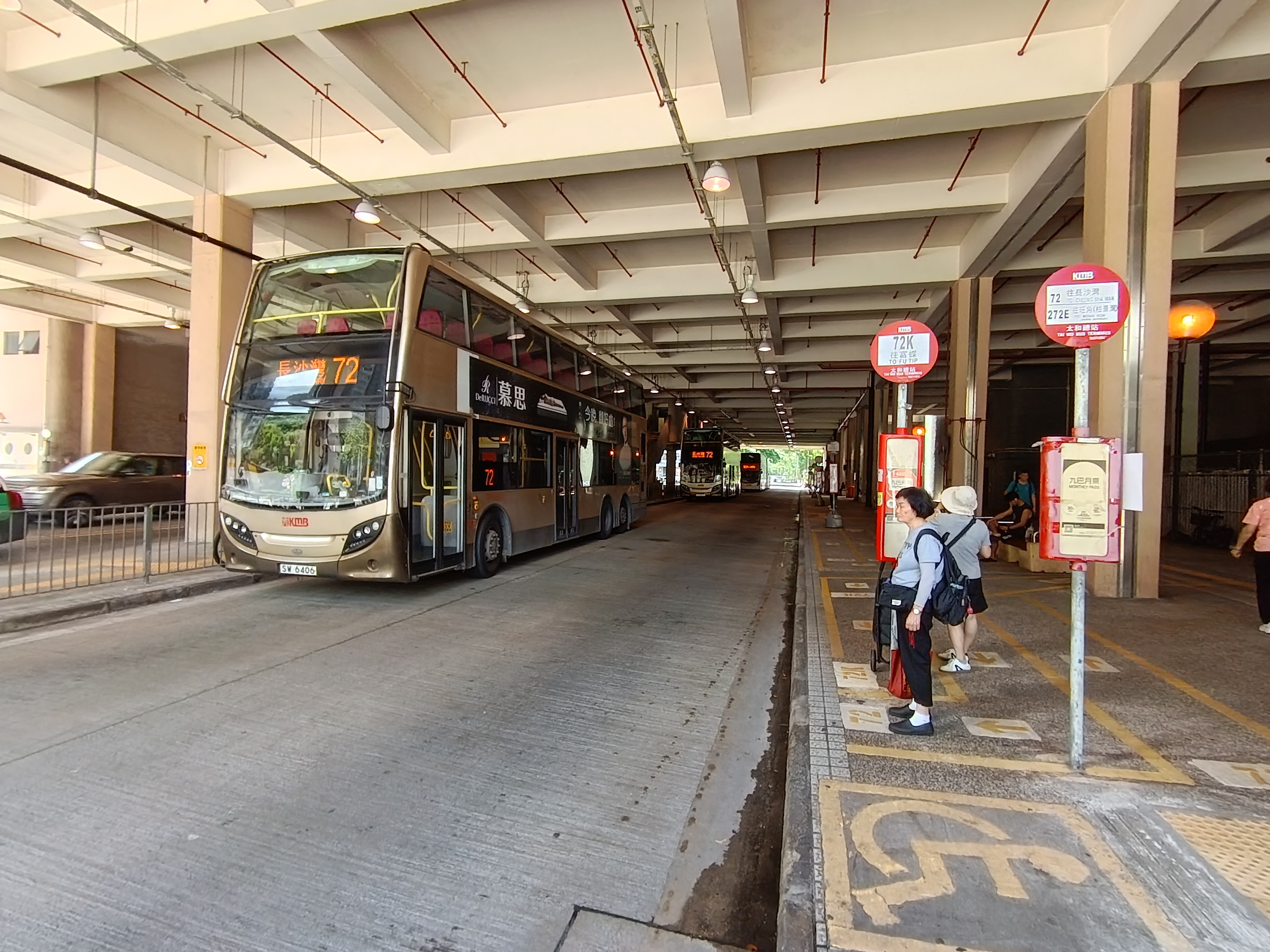
太和巴士總站

## 區議會議席分布
| 太和邨 （喜和樓、愛和樓、新和樓、居和樓、福和樓及亨和樓） | 太和選區 | 太和選區 | 太和選區 | 太和選區 | 太和選區 | 太和選區 | 大埔南選區 | 大埔南選區 | 大埔南選區 | 大埔南選區 | 大埔南選區 | 大埔南選區 |
| 太和邨 （翠和樓、麗和樓及安和樓）                         | 寶雅選區 | 寶雅選區 | 寶雅選區 | 寶雅選區 | 寶雅選區 | 寶雅選區 | 大埔南選區 | 大埔南選區 | 大埔南選區 | 大埔南選區 | 大埔南選區 | 大埔南選區 |
| 寶雅苑                                                    | 寶雅選區 | 寶雅選區 | 寶雅選區 | 寶雅選區 | 寶雅選區 | 寶雅選區 | 大埔南選區 | 大埔南選區 | 大埔南選區 | 大埔南選區 | 大埔南選區 | 大埔南選區 |

## 事件

### 工業意外
1987年3月29日，一名工人在翠和樓工地工作期間，被塌下的預製牆壁壓死。同年8月11日，另一名工人在某座15樓工作期間，被天秤吊鉤撞倒後墮樓，當場傷重不治。

### 立法局議員參觀工地
1986年7月31日，本身為建造業商人的時任立法局議員何世柱參觀太和邨地盤，並接見60多位判頭及建築工人。

### 非法勞工被捕
1988年5月31日，警方在太和邨地盤拘捕6名來自台山及普寧的非法內地勞工，並隨即於翌日押往南九龍裁判署開庭審理。全部被告即日被判罪名成立，當中四人判監15個月。

### 學童自殺事件
1991年12月3日，大埔三育中學16歲男生彭學明在寶雅苑興和閣寓所跳樓自殺身亡。翌年，死因庭召開研訊，裁定彭死於自殺；而按照作供內容，懷疑他是因為求愛不遂，加上因此事被同學排擠而選擇自殺。

### 大堂翻新及升降機更換工程
2000年配合租置計劃，房屋署將愛和樓、安和樓、亨和樓長型大堂進行翻新工程，年內完成；2002年12月太和邨業主立案法團開始翻新6座Y型大堂工程，新和樓開始翻新，每座Y型大堂翻新耗資近30萬，2003年上半年完成。
2007年12月16日太和邨業主立案法團舉行業主大會，表決通過通力負責全邨45部前奧的斯、富士達升降機更換工程，2008年尾開始在亨和樓L69升降機號更換工程，2009年初啟用，全部工程於2013年第一季完成。
2016年7月24日，寶雅苑業主立案法團舉行業主大會，就升降機工程事宜作出提問經投票後，6成業主贊成進行升降機更新工程，並決議由蒂森克虜伯負責寶雅苑共18部升降機的更新工程，取代現有富士達、捷達升降機，並動用寶雅苑的維修基金，於業主大會中亦議決增加管理費8%，稍後動工。

### 疑似圍標事件
2016年太和邨發生疑似圍標事件，由於福和樓曾發生外牆石屎墮下擊傷途人事件，被屋宇署勒令維修，屋邨法團以15萬元低價的顧問費聘請浩熙工程顧問公司勘察福和樓、喜和樓和亨和樓的外牆，發現有6%至7%外牆須維修。經招標後，福和樓外牆最低工程投標價950多萬元，3座樓外牆投標價合共約2,700萬元，即全邨各戶需承擔逾萬元維修費。第一次特別業主大會決議是否通過工程方案，因顧問公司提出的收取過低的顧問費、設立的投標門檻高，最後令到工程投標價高昂，令居民質疑維修費用不合理及有圍標成份，逾千居民及授權代表出席，有居民自製標語反對近千萬外牆維修工程。惟業主立案法團主席、成員並無現身，令居民起哄，法團最後以人數太多、座位不足及恐防引起混亂為由取消會議。
特別業主大會流會後舉行首次法團會議，房委會代表就多項投標門檻向顧問公司提出疑問，最後顧問公司及法團接納房委會代表的建議，降低投標門檻及不進行屋宇署修葺令以外的工程再次招標。原因屋邨管理費加幅高昂而成立的「大埔太和邨管理費加價關注組」因應是次事件，收集超過1800個業主簽名要求重選法團，並在當區的周炫瑋區議員、鄭俊和區議員和亨和樓互委會主席任小姐的見証下於7月17日將簽名交予管理公司，要求於法例規定的45日內（即2016年9月1日前）重選法團。後來，關注組的群組管理員所住樓層更被人大規模淋紅油，並有大量向群組管理員討債的單張散落地上，群組管理員澄清並無欠債，懷疑因踢爆疑似圍標事件釀禍。
到了8月份，法團於各座大堂放置播音機，指訴被抹黑，關注組於翌日發出公告，要求法團不要以嘈音擾民，並就其指控逐一反駁。之後，法團舉行常務會議，公佈有8.7%業主簽名要求重選法團，唯法團以技術原因否決重選要求，只以新一屆選舉取代。於另一次常務會議，管理公司提議於中秋節長假時舉行業主大會重選法團，房委會委員質疑該日子會令參與業主人數減少，管理公司認為收授權書不受影響，並無回應授權票增加是否會令結果更易被操控的問題，最後議決通過於9月18日舉行業主大會。
於第八屆業主大會，關注組推薦的候選人全以超過99%得票率當選，原法團的候選人則全以低於1%的得票率落敗。關注組轉為監察法團的角色，並正式註冊為獨立的組織。
12月時法團舉行常務會議，通過必要工程金額23.4萬元（另選擇性項目29.6萬元）進行屋宇署要求之外牆維修工程。

### 喜和樓停電事件
太和邨喜和樓在2019年1月14日因電錶房短路發生火警燒燬電力裝置，消防灑水救火影響供電設施而停電，致全座大廈電力供應停止長達109小時，停電期間升降機暫停服務，居民要摸黑行走逾100級樓梯回家。中華電力公司其後借出2部臨時配電櫃應急，但僅足夠供電予一半住戶，居民組織與中電代表會面後，中電同意再額外借出2部臨時配電櫃，惟喜和樓電力供應一直未完全恢復。
臨時配電櫃運作時每戶只獲配625瓦用電量，業主立案法團發出的《喜和樓最新用電指引》規定每戶只能開啟一枝光管、一部電視、一部雪櫃、兩部風扇、寬頻機、路由器和充電器等少量電器；電煮食用具、電熱水爐和冷氣機等高電量電器則規定在上午9時至12時、下午2時至5時和凌晨零時至4時使用。而升降機也只能以臨時供電系統運作，為節省電力，僅開放6部升降機當中的4部，並每次限載10人。法團多次呼籲住戶遵守用電指引。
同年4月和5月，喜和樓電力供應再次短路，大樓烏燈黑火，有住戶指疑有人在酷熱天氣下違反指引開啟冷氣，導致電量負荷過大而停電。
中電則在同年3月完成與公證行和保險公司的磋商後，訂購新配電櫃，5月安裝，6月大廈可恢復正常電力供應。

### 謀殺案
2023年9月6日早上9時許，一名61歲被發現在亨和樓高處墮下死亡，警員到場後發現獨居的48歲外甥女亦死亡，身上有多處傷痕及被膠紙綑綁，估計舅父因外甥承繼租置公屋業權問題起爭執。

## 外部連結
- 房屋署太和邨資料（页面存档备份，存于）
- 房委會寶雅苑資料（页面存档备份，存于）
- 太和邨業主立案法團（页面存档备份，存于）

22°27′06″N 114°09′46″E / 22.45167°N 114.16278°E